# Droblin, Voivodato de Lublin

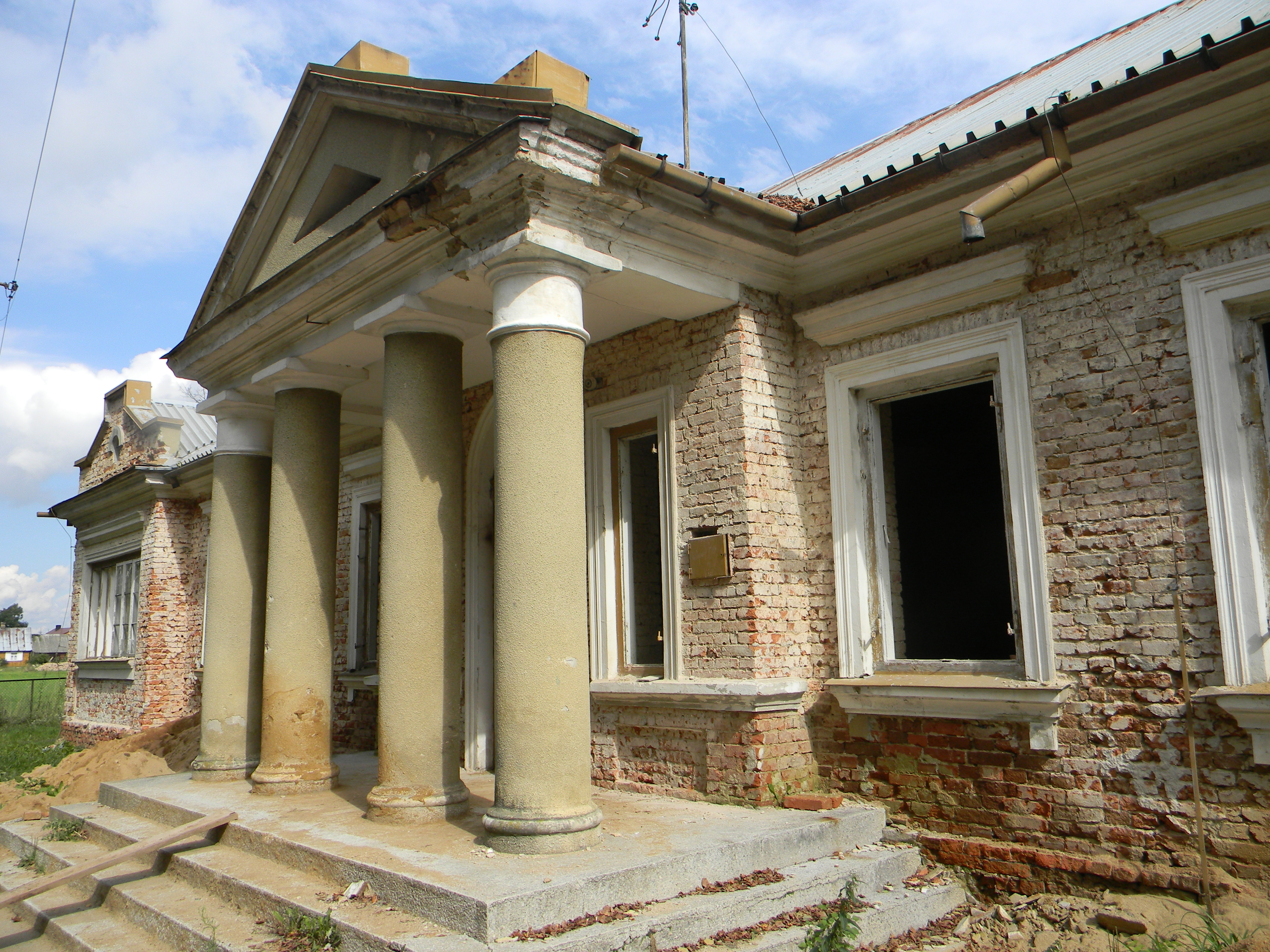
Mansión Droblin.

Droblin [ˈdrɔblʲEn] es un pueblo en el distrito administrativo de Gmina Leśna Podlaska, dentro del Condado de Biała Podlaska, Voivodato de Lublin, en Polonia oriental. Se encuentra aproximadamente a 5 kilómetros al oeste de Leśna Podlaska, a 16 kilómetros del noroeste de Biała Podlaska, y a 102 kilómetros del norte de  la capital regional Lublin.